# Cassivelauno
Cassivelauno (em latim: Cassivellaunus) foi um chefe tribal bretão que liderou a defesa contra a segunda expedição de Júlio César à Britânia, em 54 a.C. Primeiro nativo das ilhas Britânicas a ter o nome registrado, Cassivelauno liderou uma aliança de tribos britânicas contra as forças romanas, porém eventualmente se rendeu, quando sua localização foi revelada a César por compatriotas seus que haviam sido capturados.
Cassivelauno causou um impacto na consciência britânica; é citado em diversas lendas como Cassibelanus, como na lista de reis de Geoffrey de Monmouth e no Mabinogion, Brut y Brenhinedd e nas Tríades Galesas como Caswallawn, filho de Beli Mawr.

## História

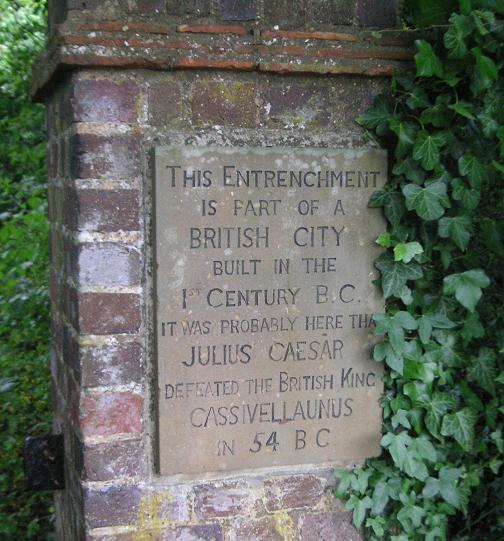
Monumento em Devil's Dyke; lê-se na inscrição:
"Esta fortificação faz parte de uma cidade bretã construída no século I a.C. - foi provavelmente aqui que Júlio César derrotou o rei bretão Cassivelauno em 54 a.C..

Cassivelauno é o primeiro britânico conhecido na história. Aparece no Commentarii de Bello Gallico, de Júlio César, recebendo o comando da aliança de forças bretãs que combatiam as tropas de César em sua segunda invasão da ilha. César não menciona a tribo de Cassivelauno, porém seu território, situado a norte do rio Tâmisa, corresponde ao que era habitado pela tribo dos catuvelaunos à época da invasão posterior, feita pelo imperador Cláudio.
Segundo César, Cassivelauno teria estado envolvido anteriormente em guerras quase constantes com outras tribos bretãs, e havia sido responsável pela queda do rei dos trinovantes, então a tribo mais poderosa da Britânia. O filho deste rei, Mandubrácio, refugiou-se com César na Gália. Apesar das táticas desgastantes de Cassivelauno, que tencionavam prevenir que o exército de César conseguisse suprimentos e alimentos, César conseguiu avançar até o Tâmisa. O único ponto onde era possível cruzá-lo foi defendido e fortificado com estacas afiadas, porém os romanos conseguiram atravessar. Cassivelauno dispensou a maior parte de seu exército e recorreu a táticas de guerrilha, utilizando-se de seu conhecimento do território e da velocidade de seus carros de guerra.
O autor grego Polieno relata uma lenda em suas Stratagemata, na qual César teria conseguido vencer essa fortificação construída no rio por Cassivelauno através do uso de um elefante coberto por armaduras; esta alegação, sem qualquer base factual, provavelmente deriva de uma confusão com a conquista romana de 43 d.C., quando o imperador Cláudio trouxe elefantes à ilha.
Cinco tribos britânicas, os cenimagnos, os segontiacos, os ancalitas, os bibrocos e os cássios, se renderam a César e revelaram a localização do refúgio de Cassivelauno, em Wheathampstead, que César rapidamente sitiou. Cassivelauno conseguiu enviar um recado aos quatro reis de Kent, Cingetórix, Carvílio, Taximagulo e Segovax, para que reunissem suas forças e atacassem o acampamento romano, no litoral; os romanos, no entanto, conseguiram se defender com sucesso, e capturaram um chefe tribal chamado Lugotorix; ao ouvir as notícias da derrota e da devastação de seus territórios, Cassivelauno se entregou. Os termos de rendição foram mediados por Cômio, aliado gaulês de César; reféns foram trocados e chegou-se a um acordo quanto ao tributo a ser pago. Mandubrácio voltou a ser rei dos trinovantes, e Cassivelauno comprometeu-se a não mais entrar em combate contra ele. Uma vez concluída sua participação no episódio, César retornou à Gália, onde colheitas fracas haviam provocado um estado de inquietação. As legiões romanas só voltariam à Britânia 97 anos depois.

## Lenda

### Historia Regum Britanniae
Cassivelauno aparece na obra do século XII de Geoffrey of Monmouth, Historia Regum Britanniae (História dos Reis da Britânia), onde seu nome é apresentado como Cassibelano (Cassibelanus) ou Cassibelauno (Cassibelaunus). Filho mais novo do antigo rei, Heli, Cassivelauno torna-se rei da Britânia depois da morte de seu irmão mais velho, Lud, cujos filhos Androgeu e Tenvâncio ainda são menores de idade. Como recompensa, Androgeu torna-se Duque de Kent e Trinovanto (Londres), e Tenvâncio torna-se Duque da Cornuália.  
Depois de sua conquista da Gália, Júlio César passa a ter como alvo a Britânia, e envia uma carta a Cassibelano exigindo tributo. Cassibelano se recusa, mencionando a descendência troiana comum dos bretãos e dos romanos (ver Bruto da Britânia), e César invade através do estuário do Tâmisa. Durante o combate o irmão de Cassibelano, Nênio, encontra-se com o próprio César, de quem sofre um ferimento grave na cabeça. A espada de César fica presa no escudo de Nênio e, em meio ao tumulto da batalha, Nênio abandona sua própria espada e passa a atacar os romanos com a espada de César, matando muitos - incluindo o tribuno Labieno. Os bretões conseguem resistir firmemente, e na mesma noite César parte de volta para a Gália. As comemorações de Cassibelano acabam sendo abreviadas com a morte de Nênio devido ao ferimento em sua cabeça; ele é enterrado com a espada de César, que passa a ser chamada Crocea Mors ("Morte Amarela", em latim).
Dois anos mais tarde César invade com uma força maior. Cassibelano, que fora avisado do fato, fortifica as margens do rio Tâmisa com estacas afiadas, que afundam os navios de César, fazendo com que milhares de homens morram afogados; os romanos mais uma vez são obrigados a recuar.
Os líderes dos bretões se reúnem então em Trinovanto, para agradecer aos deuses por sua vitória com sacrifícios animais e eventos esportivos. Durante um combate de luta, o sobrinho de Cassibelano, Hirelglas, é morto pelo sobrinho de Androgeu, Cuelino. Cassibelano exige que Androgeu entregue seu sobrinho, para ser julgado, porém Androgeu se recusa a fazê-lo, sob a alegaçãode que ele deve ser julgado em seu próprio tribunal, em Trinovanto. Cassibelano ameaça entrar em guerra, e Androgeu apela a César por auxílio.
César invade então a ilha por uma terceira vez, aportando em Richborough. Enqunto o exército de Cassibelauno enfrenta o de César, Androgeu ataca os seus flancos com cinco mil homens, Após ver suas forças desbaratadas, Cassibelano se refugia num morro próximo; após um cerco de dois dias, Androgeu apela a César que lhe ofereça termos de rendição. Cassibelano concorda em pagar um tributo de trezentas libras de prata, e torna-se aliado de César.
Seis anos mais tarde Cassibelano morre e é enterrado em Iorque; como Androgeu havia ido para Roma com César, cabe a Tenvâncio sucedê-lo como rei da Britânia.

### Literatura galesa
Cassivelauno aparece como Caswallawn, filho de Beli Mawr, nas Tríades Galeses, no Mabinogion, a na versão em galês da Historia Regum Britanniae, de Geoffrey, conhecida como Brut y Brenhinedd. No Segundo Ramo dos Mabinogi ele aparece como um usurpador, que assume o trono da Britânia enquanto o rei por direito, Bran, o Abençoado, está em guerra na Irlanda. Vestindo um manto mágico que o torna invisível, ele mata os sete delegados que haviam sido deixados em seu lugar, enquanto o oitavo deles - o filho de Bran, Caradog, morre de espanto ao ver uma espada desembainhada matando seus homens. Cassivelauno também aparece no Terceiro Ramo, no qual os seguidores de Bran lhe oferecem sua submissão para evitar o combate. Também é mencionado no conto Lludd e Llefelys, que mostra seus dois irmãos, Lludd Llaw Eraint (o Lud de Geoffrey de Monmouth) e Llefelys.
Caswallawn é referenciado nas Tríades Galesas. A Tríade 51 descreve seu conflito com "Afarwy" (Mandubrácio/Androgeu) tal como é descrita por Geoffrey de Monmouth, enquanto a Tríade 95 referencia a história da morte de Caradawg, filho de Bran, tal como narrada no Mabinogion. Outras tríades, no entanto (35, 36, 38, 59, 67, and 71), se referem a uma tradição a respeito de Caswallawn que não foi extraída nem de fontes romanas nem das fontes medievais existentes. A Tríade 38 mostra o nome de seu cavalo como Meinlas ("Cinzento Esbelto") e o chama de um dos Três Cavalos Abençoados da Ilha da Britânia; isto é ecoado na Tríade 59, onde a decisão de permitir o desembarque dos romanos na ilha em troca de Meinlas é chamada de um dos Três Conselhos Infelizes da Ilha da Britânia. A Tríade 35 indica que Caswallawn abandonou a Britânia com 21.000 homens para ir atrás de César e nunca mais retornou.
As Tríades 67 e 71 mostram Caswallawn como um grande amante, que disputa com César o amor da bela Fflur. Recebe o título de um dos Três Sapateiros de Ouro da Ilha da Britânia, em referência à sua viagem a Roma em procura de seu amor; o contexto sugere que ele a teria empreendido sob um disfarce de sapateiro. Uma reunião posterior de tríades compilada por Iolo Morganwg antiquário galês do século XVIII dá uma versão expandida desta lenda, entre eles os detalhes de que Caswallawn teria raptado Fflur de César quand o este estava na Gália, matando 6.000 romanos, e que César teria invadido a Britânia em resposta. Como no resto das Tríadas de Morganwg, no entanto, a origem destas referências é suspeita. O poeta Cynddelw Brydydd Mawr, do século XII, conhecia algumas variantes da história de Fflur, e escreveu sobre o quão custoso teria sido o amor de César por ela.
O acadêmico galês Rachel Bromwich sugere que as alusões framgmentárias a Caswallawn contidas nas Tríades estariam relacionadas a alguma narrativa do personagem que se perdeu, possivelmente na forma de um romance que detalhava as suas aventuras, mas que teria sido pouco influenciado pelas fontes clássicas.